# Rhynchoconger squaliceps
Rhynchoconger squaliceps är en fiskart som först beskrevs av Alcock, 1894.  Rhynchoconger squaliceps ingår i släktet Rhynchoconger och familjen havsålar. Inga underarter finns listade i Catalogue of Life.